# مده‌آ
مِدِئا یا میدیا (به یونانی: Μήδεια)، نام زنی در اسطوره‌ها و داستان‌های یونانی است که از اهالی منطقه کولخیس در گرجستان بود. او یکی از برترین ساحرین جهان باستان و طرفدار هکاته بود. مدئا دختر آئیتس پادشاه کولخیس و ایدویا، نوهٔ هلیوس، ایزد خورشید و بعدها همسر پهلوان نامدار یونانی یاسون بود که از او صاحب دو فرزند به نام‌های مرمروس و فرس شد.

## یاسون و مدئا
زمانی که یاسون برای یافتن «پشم زرین» به کولخیس آمد، مدئا عاشق او شد و یاسون را در انجام شرط‌های سخت پدر و سرانجام ربودن پشم زرین یاری داد. بعد از بدست آوردن پشم زرین آن‌ها با هم و به همراه برادر کوچکتر مدئا، آبسیرتیس سوار بر آرگو شده و گریختند. شاه آئیتس نیز آن‌ها را تعقیب کرد. برای تأخیر انداختن در این تعقیب و گریز، مدئا برادر کوچکتر خود را کشته و بدن او را تکه‌تکه کرد و تکه‌ها را در پشت کشتی پراکنده کرد. تعقیب کنندگان باید می‌ایستادند تا تکه‌های بدن آبسیرتیس را جمع‌آوری کرده و برای مجلس دفن آماده می‌کردند و چنین شد که یاسون، مدئا و آرگونوت‌ها فرار کردند.
بعد از رسیدن به یولکوس، شهر مادری یاسون، او با مدئا ازدواج کرد و او همچنان به جادوگری خود ادامه داد. او زندگی را به آیسون، پدر یاسون با بریدن گلوی او و پرکردن بدنش با معجون جادویی، برگرداند. او به پلیاس، پادشاه یولکوس نیز این پیشنهاد را داد. مدئا دختر پلیاس را فریب داد تا پدر خود را بکشد. مدئا به آن‌ها گفت او می‌تواند یک قوچ پیر را تبدیل به یک قوچ جوان کند و این کار را با قطعه کردن قوچ و جوشاندن آن انجام می‌دهد. بعد از آن این کار را انجام داد و در هنگام نمایش یک قوچ جوان از داخل دیگ به بیرون پرید. دختر پلیاس او را تکه‌تکه کرد و درون دیگی ریخت. اما مدئا جسد او رها کرده و از معجون خود استفاده نکرد. بعد از کشتن پلیاس، یاسون و مدئا یولکوس را به مقصد کورینس ترک کردند. در آنجا مدئا دو فرزند با نام‌های مرمروس و فرس برای یاسون به دنیا آورد اما یاسون او را رها کرد تا با گلاوکه، دختر کرئون شاه کورینتوس ازدواج کند. مدئا از شدت رشک و خشم گلاوکه و کرئون و فرزندان خود را کشت. او سوار بر ارابه‌ای که به پدربزرگش تعلق داشت و توسط یک اژدهای بالدار کشیده می‌شد، کورینس را ترک نمود. او جسد دو فرزند خود را که کشته بود نیز به همراه خود برد تا باعث رنج بیشتری برای یاسون شود.
مدئا به ایگیوس، پادشاه پیر آتن پناه برد و به او قول داد توسط جادو کاری کند تا مشکل بچه دار نشدن او را حل کند . بعد از این ماجرا مدئا با ایگیوس ازدواج کرد و برای او پسری به نام مدوس به دنیا آورد. ایگیوس پسر دیگری نیز داشت و نام آن تسئوس، پهلوان نامدار آتنی بود. وقتی تسئوس به آتن بازگشت، مدئا به ایگیوس گفت به تسئوس شراب زهرآلودی بنوشاند، هنگامی که تسئوس در حال نوشیدن شراب بود، ایگیوس شمشیر او را که خودش به او داده بود، تشخیص داد و در لحظات آخر ضربه‌ای به جام شراب او زد تا تسئوس آن را نیاشامد. مدئا در این کار ناموفق ماند و همراه با پسر خود مدوس آتن را ترک کرد. بعد از ترک آتن، مدوس پادشاه کشوری شد که آن را مدیا نام‌گذاری کردند.

## نگارخانه

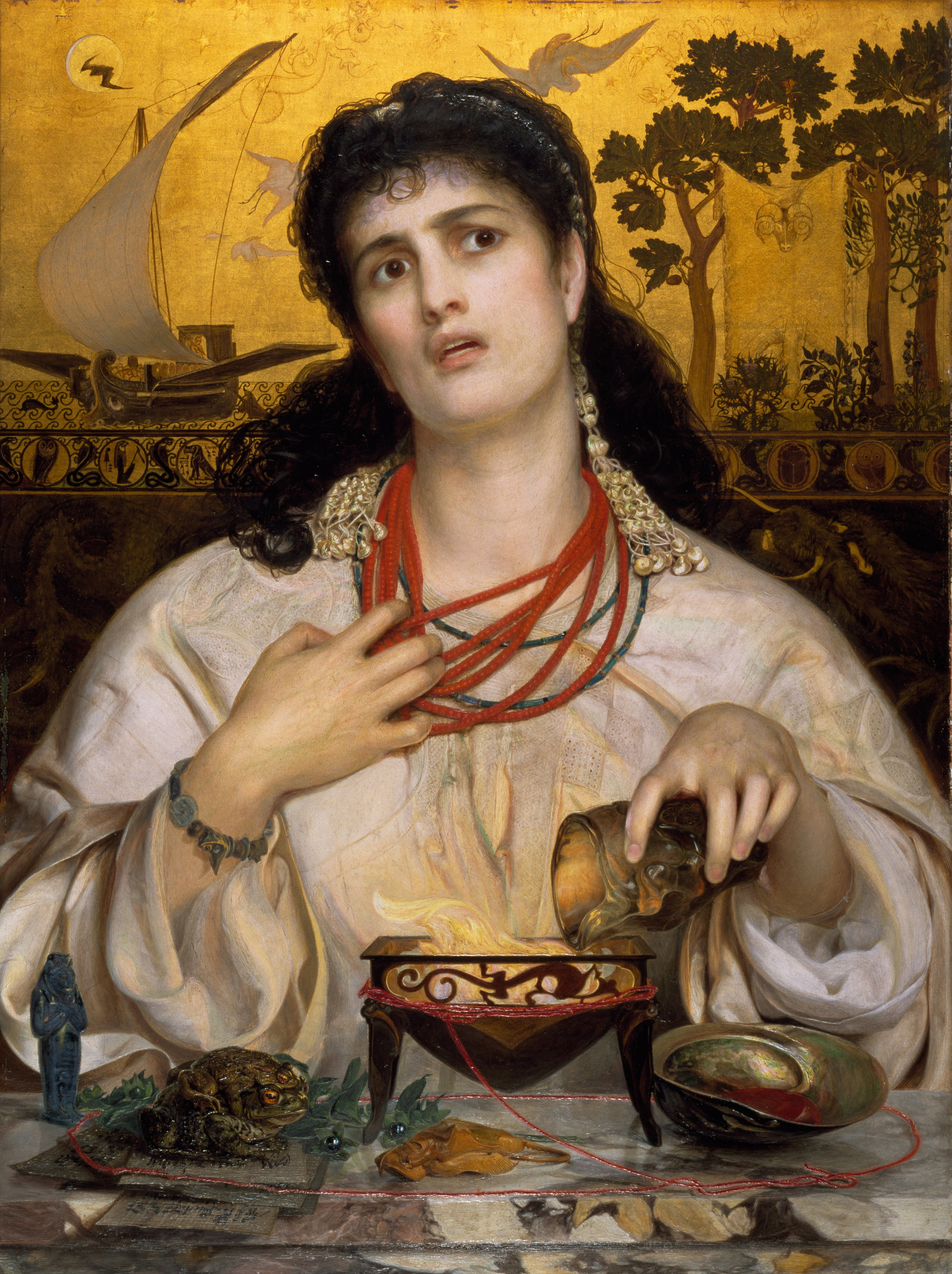
مِدِئا ۱۸۶۸ م. اثر فردریک سندیس موزه هنر بیرمنگهام
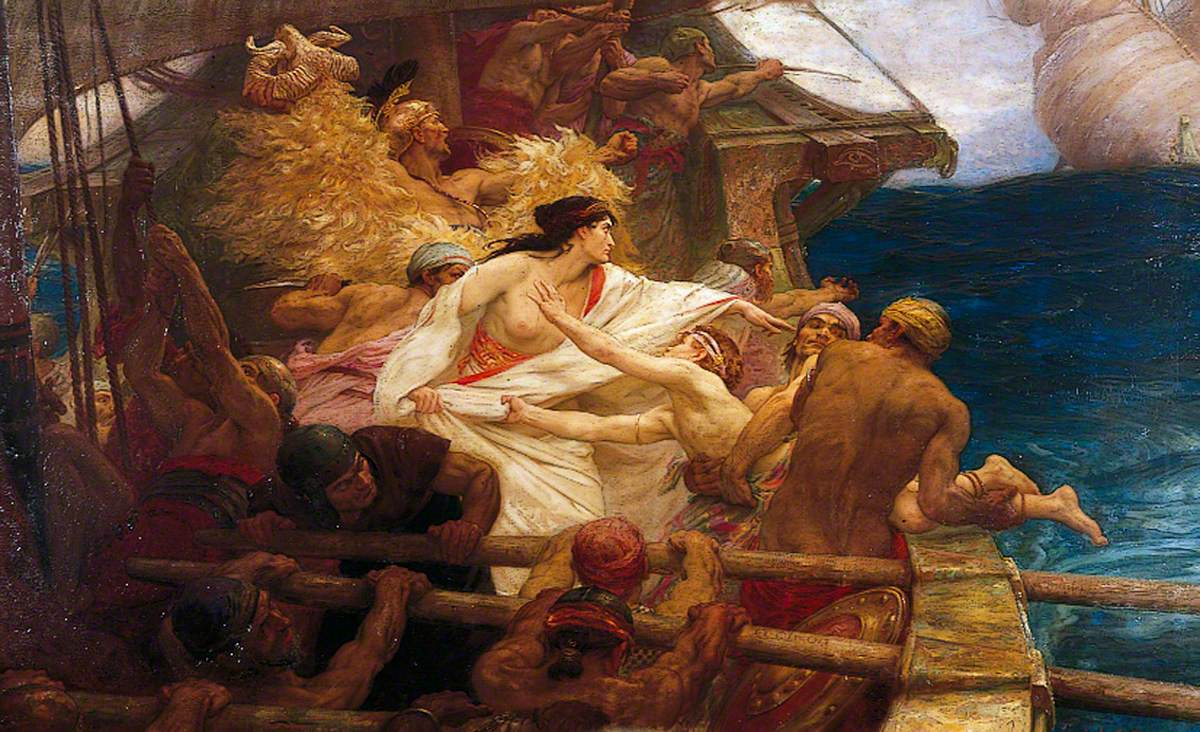
پشم زرین ۱۹۰۴ م. اثر هربرت جیمز دراپر
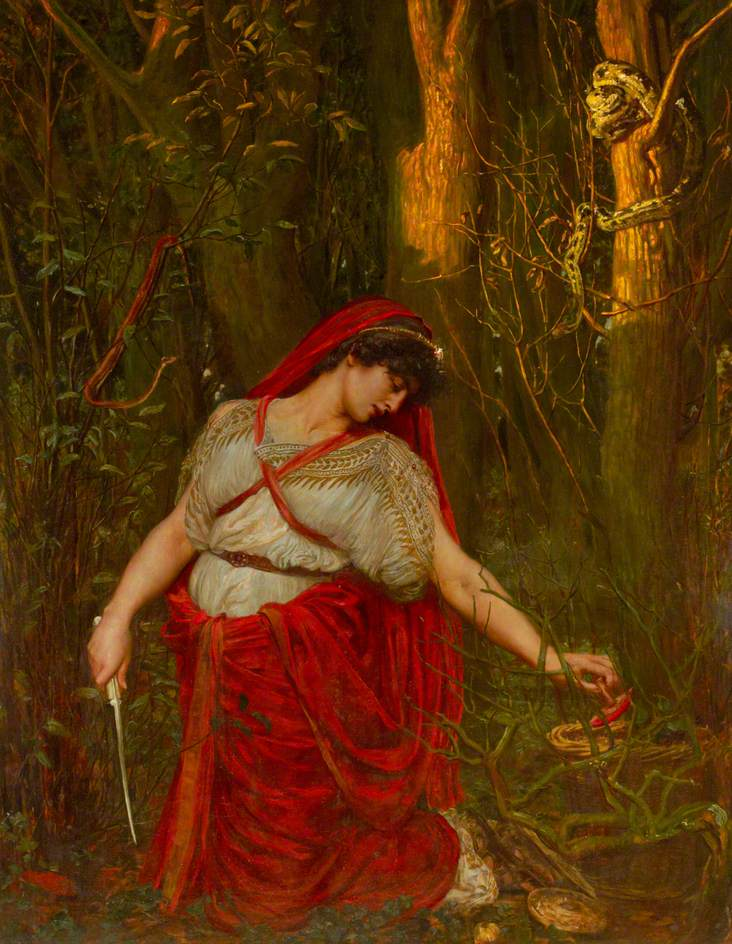
مِدِئا
۱۸۸۰ م.
اثر والنتین کامرون پرینسپ
مجموعهٔ خصوصی